# Маркович Опанас Васильович
Опана́с Ма́ркович (27 січня (8 лютого) 1822, Кулажинці — 20 серпня (1 вересня) 1867, Чернігів) — український фольклорист-етнограф і громадський діяч. Член Кирило-Мефодіївського Братства.
Перший чоловік письменниці Марії Вілінської (Марко Вовчок), значно вплинув на її літературну діяльність. Частина літературознавців (зокрема, Пантелеймон Куліш) уважають, що Маркович був співавтором magnum opus дружини «Народні оповідання» (див. Марко Вовчок#Справжність авторства україномовних творів).

## Життєпис

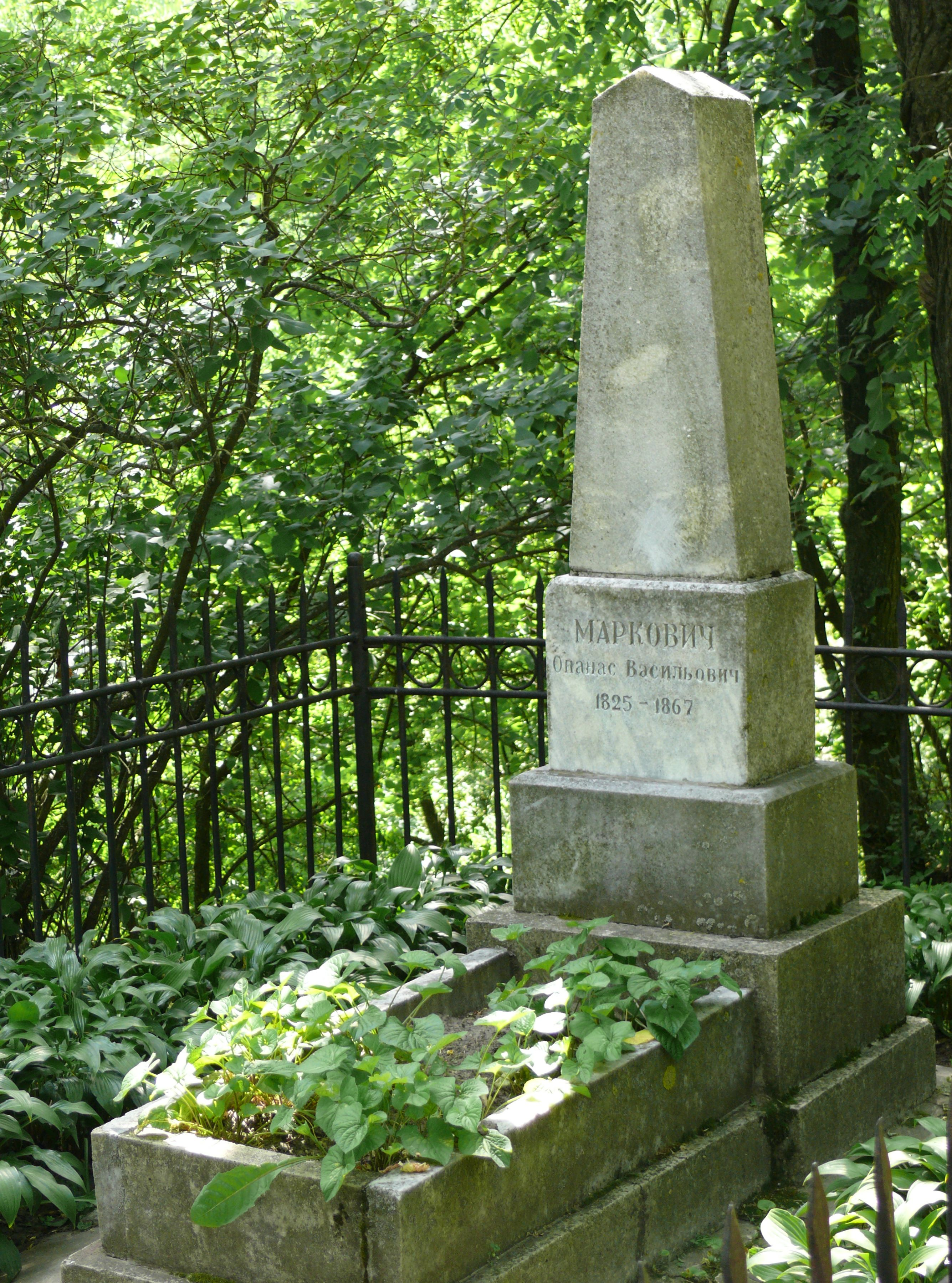
Могила О. Марковича на Болдиних горах, Чернігів, Україна

Народився в селі Кулажинцях (тепер Лубенського району Полтавської області). Був шостим сином начальника канцелярії військового міністра Василя Марковича та домогосподарки Олена Керстен.
1836 року закінчив Пирятинське 4-класне міське училище. У 1836 році батько відправив Опанаса до 2-ї Київської гімназії при Київському університеті св. Володимира, де ректорував їхній близький родич Михайло Максимович. Викладали в гімназії університетські професори, а родич Максимовичів, Михайло Максимович, читав історію і словесність.
У 1842 році Опанас Маркович закінчив 2-гу Київську гімназію при Київському університеті св. Володимира й поступив до Київського університету св. Володимира. В університеті Опанас Маркович став улюбленцем професора російської літератури Івана Краськовського, пристрасного любителя українського фольклору. Він годинами міг слухати Опанасові перекази українських історій, почутих хлопчиною у кріпацьких друзів в Кулажинцях. За дорученням проф. Краськовського Опанас став записувати всі українські народні перекази, казки, прислів'я й приказки та пісні, що чув від селян.
У 1846 році Маркович закінчив навчання в Київському університеті св. Володимира. Після закінчення навчання в Київському університету св. Володимира, Опанас Маркович залишився в Києві і розпочав активну громадську діяльність, зокрема й як член Кирило-Мефодіївського Братства. В травні-червні 1847 року за участь у діяльності Кирило-Мефодіївського Братства був заарештований російською владою та засланий до російського міста Орел, де став працював в канцелярії військового губернатора. У Орлі він познайомився з майбутньою дружиною Марією Вілінською.
1851 року Маркович повернувся в Україну із заслання в Орлі. У другій половині січня 1851 року Маркович та Вілінська одружилися. Повернувшись з Орла наприкінці 1851 року (звідки Маркович забрав і Вілінську), вони переїжджають до Чернігова, де Опанас Маркович улаштовується в видавництво газети Чернігівські губернські відомості (рос. Черниговские губернские ведомости). На початку 1852 року в Марковича та Вілінської народилася перша дитина, дочка Віра, яка незабаром померла й похована в Чернігові. Згодом родина переїжджає до Києва, де Маркович починає працювати в Київській палаті державного майна. 27 травня 1853 року в родини народився син Богдан. 24 серпня 1855 року Опанас Маркович був призначений на посаду молодшого вчителя географії Немирівської гімназії. На початку 1859 року Вілінська з сином переїжджає до Санкт-Петербурга. 11 травня 1859 року Опанас Маркович, одержавши закордонну відпустку, виїжджає за кордон до Санкт-Петербурга слідом за дружиною, яка разом з сином виїхала туди на пів місяця раніше.
У 1860—1861 роках Маркович та Вілінська жили у Санкт-Петербурзі. У цей час Маркович брав активну участь у літературному житті української громади Санкт-Петербургу, зокрема у виданні українського діаспорського журналу «Основа». В середині 1861 року він переїздить з Санкт-Петербурга назад в Чернігівську губернію, де на початку 1862 року він одержав посаду акцизного наглядача в Новгород-Сіверську.
1862 року Опанас Маркович писав у листі до Олександра Лазаревського: «Я коло пословиць мордуюсь і вже мов би й начисто йде. Як скінчу, за музику пісень візьмусь». Згодом Опанас Маркович передав своїй дружині в Париж зібрані ним українські пісні з мотивами, що там їх можна буде з меншими труднощами видати. Вілінська видала частину їх у 1866 році у ляйпціґсько-вінтертурському видавництві Ріттера Бідерманна без згадки імені Опанаса Марковича, назвавши збірник «Двісти українських пісень. Співи і слова зібрав: Марко Вовчок».
11 серпня 1866 року Опанаса Марковича через захворювання на туберкульоз переведено в Сосницю (ближче до Чернігівської лікарні). У червні 1867 року хвороба його посилилась і Марковича переведено до міста Чернігова. 1 вересня 1867 року Опанас Васильович помер у Чернігівській лікарні. Друзі Опанаса Марковича та сім'я тодішнього Чернігівського губернатора князя С. П. Голіцина зібрали грошей, щоб поховати його на кладовищі в Болдиних горах Чернігова. Незадовго до смерті Опанас Маркович та Марія Вілінська де-факто розлучилися. Єдине передсмертне прохання Опанаса Марковича до Марії Вілінської, щоб та привезла сина в Україну до Чернігова, аби батько побачив сина востаннє перед смертю, не було справджено.

## Фольклористська та етнографічна спадщина

Двісти украінських пісень (Ляйпціґ-Вінтертур, 1866)

Багато зібраних Опанасом Марковичем фольклорних та етнографічних матеріалів про Україну опублікували Амвросій Метлинський, Володимир Антонович, Михайло Драгоманов, Матвій Номис тощо. Етнографічний нарис Марковича Родинні обряди (рос. Родинные обряды) був надрукований посмертно у 1869 році у часописі Нотатки Чернігівського губернського статистичного комітету (рос. Записки Черниговского губернского статистического комитета).
Одним з найвідоміший фольклористсько-етнографічних видань Марковича було Українські приказки, прислів'я, і таке інше видане Матвієм Номисом у Санкт-Петербурзі у 1864 році.

## Музична спадщина
Ще в дитинстві помітили його потяг до музики. Мати Опанаса, Олена Керстен, сама непогана музикантка і прихильниця народних пісень, заохочувала його записувати почуті на вечорницях (де Опанас спілкувався з ровесниками-кріпаками) пісні. Потім Олена Леонтіївна придумувала до них музичний супровід, і вони з сином виконували ті пісні перед гостями.
Опанас Маркович — автор музики до опери «Наталка-Полтавка» за однойменною п'єсою Івана Котляревського (1857) та опери «Чари» за однойменною п'єсою Кирила Тополі (1866), що були поставлені силами українських аматорських гуртків, якими Маркович керував у Чернігові та Новгороді-Сіверському.